# Don Rickles
Don Rickles, właśc. Donald Jay Rickles (ur. 8 maja 1926 w Nowym Jorku, zm. 6 kwietnia 2017 w Beverly Hills) – amerykański aktor, popularny w Stanach komik stand-upowy. Szerokiej publiczności znany z udziału w tak głośnych filmach jak: Złoto dla zuchwałych (1970) i Kasyno (1995).

## Życiorys
Zmarł 6 kwietnia 2017 w swoim domu w dzielnicy Beverly Hills, w Los Angeles, na miesiąc przed 91. urodzinami. Bezpośrednią przyczyną zgonu była niewydolność nerek.

## Filmografia

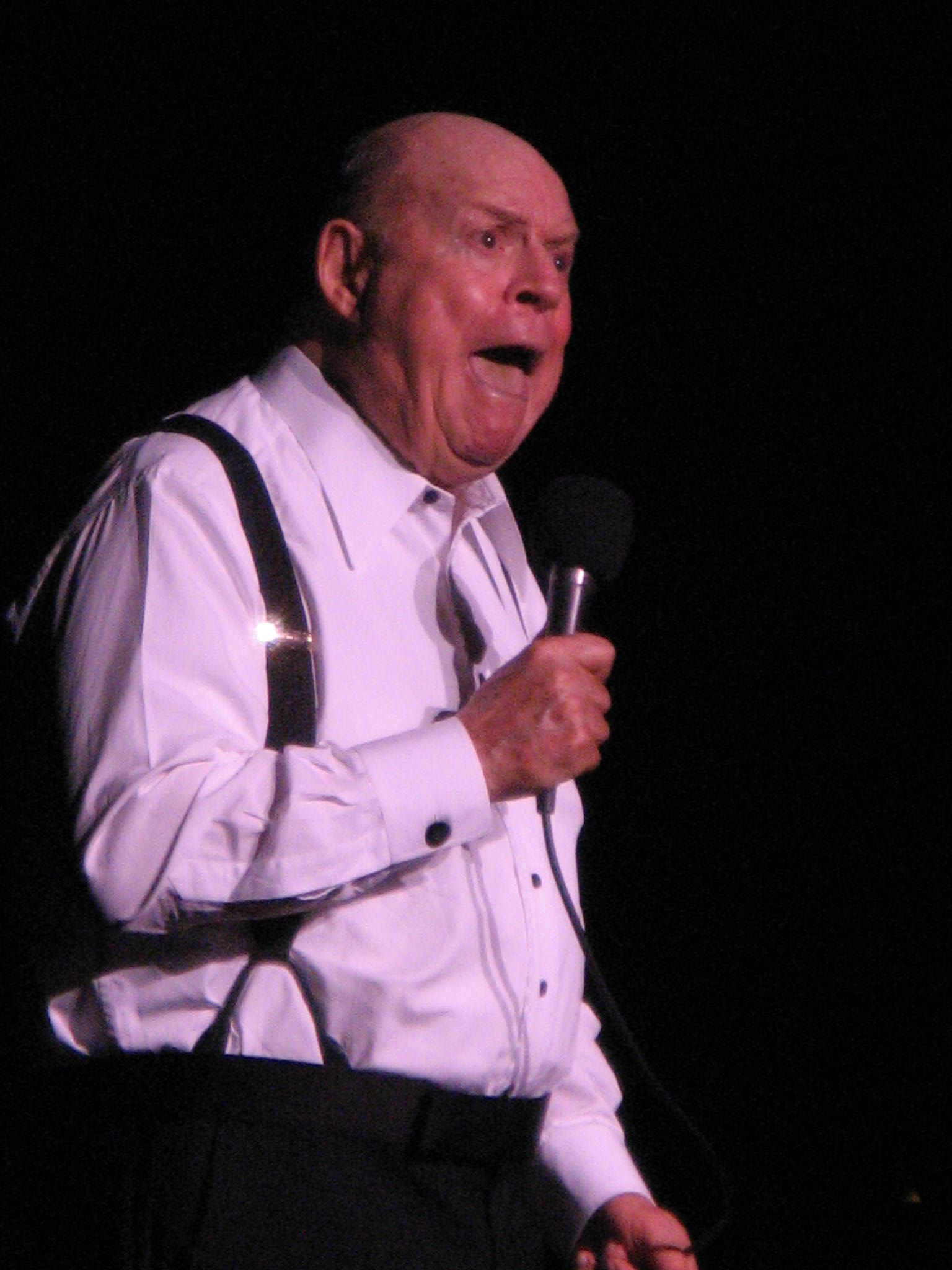
Rickles podczas występu w styczniu 2008

### Filmy
- Dramat w głębinach (1958) jako kwatermistrz Ruby
- X – człowiek, który widział więcej (1963) jako Crane
- Złoto dla zuchwałych (1970) jako sierżant „Hazardzista"
- Niewinna krew (1992; znany także pt. Krwawa Maria) jako Manny Bergman
- Kasyno (1995) jako Billy Sherbert
- Toy Story (1995) jako pan Bulwa (głos)
- Magiczny miecz – Legenda Camelotu (1998) − Cornwall (głos)
- Brudna robota (1998) jako pan Hamilton
- Dennis znów rozrabia (1998) jako George Wilson
- Toy Story 2 (1999) jako pan Bulwa (głos)
- Ciepła czapka (2004) jako Ira
- Toy Story 3 (2010) jako pan Bulwa (głos)
- Heca w zoo (2011) jako Żaba Jim (głos)
- Toy Story 4 (2019) jako pan Bulwa (głos, pośmiertnie)

### Seriale telewizyjne
- Strefa mroku (1959−1964) jako Bettor (gościnnie; 1961)
- Prawo Burke’a (1963−1966) jako Frank Cross / Lou Kronkeit / Swifty Piedmont (gościnnie)
- Rodzina Addamsów (1964−1966) jako Claude (gościnnie; 1964)
- Wyspa Gilligana (1964−1967) jako Norbert Wiley (gościnnie; 1966)
- Opowieści z krypty (1989−1996) jako pan Ingles (gościnnie; 1990)
- Murphy Brown (1988−1998) jako Leonard (gościnnie; 1998)
- Jednostka (2006−2009) jako ksiądz oraz w roli siebie samego (gościnnie; 2007)
- Rozpalić Cleveland (2010−2015) jako Bobby (gościnnie; 2011)

## Nagrody
| Rok  | Nagroda                                                                      | Praca                               |
| ---- | ---------------------------------------------------------------------------- | ----------------------------------- |
| 2000 | Gwiazda w Hollywoodzkiej Alei Gwiazd                                         |                                     |
| 2008 | Nagroda Emmy za indywidualne wykonanie w programie różnorodnym lub muzycznym | Mr. Warmth: The Don Rickles Project |
| 2009 | Tytuł Legendy przyznany przez program TV Land                                |                                     |
| 2012 | Nagroda Johnny’ego Carsona                                                   |                                     |
| 2013 | Nagroda za całokształt twórczości od nowojorskiego The Friars Club           |                                     |